# 2008 en football américain
| Années du football américain : 2005 - 2006 - 2007 - 2008 - 2009 - 2010 - 2011    |
| Décennies du football américain : 1970 - 1980 - 1990 - 2000 - 2010 - 2020 - 2030 |

Les faits marquants de l'année 2008 en football américain

## États-Unis

### NFL
- 5 janvier : Wild-Cards de la saison NFL 2007.
  - Seattle Seahawks 35-14 Washington Redskins[1].
  - Pittsburgh Steelers 29-31 Jacksonville Jaguars[2].
- 6 janvier : Wild-Cards de la saison NFL 2007.
  - Tampa Bay Buccaneers 14-24 New York Giants[3].
  - San Diego Chargers 17-6 Tennessee Titans[4].
- 12 janvier : Playoffs de Division de la saison NFL 2007.
  - Green Bay Packers 42-20 Seattle Seahawks[5].
  - New England Patriots 31-20 Jacksonville Jaguars[6].
- 13 janvier : Playoffs de Division de la saison NFL 2007.
  - Dallas Cowboys 17-21 New York Giants[7].
  - Indianapolis Colts 24-28 San Diego Chargers[8].

### NCAA
- 1er janvier :
  - Rose Bowl au Rose Bowl Stadium à Pasadena (Californie). Southern California s'impose 49-17 contre Illinois[9].
  - Sugar Bowl au Louisiana Superdome à La Nouvelle-Orléans (Louisiane). Georgia s'impose 41-10 contre Hawaii[10].
- 2 janvier : Fiesta Bowl au Cardinals Stadium à Glendale (Arizona). West Virginia s'impose 48-28 contre Oklahoma[11].
- 3 janvier : Orange Bowl au Dolphin Stadium à Miami (Floride). Kansas s'impose 24-21 contre Virginia Tech[12].
- 7 janvier : les LSU Tigers remportent le titre NCAA[13].

## Asie
- 3 janvier : Au Japon, en finale du Rice Bowl, Matsushita Denko Impulse s'impose 58-32 face aux Kwansei Gakuin University Fighters. C'est la quatrième victoire consécutive pour les clubs de la X-League face aux champions universitaires.

## Europe
- 9 février : début en France de la saison 2008 du casque de diamant.

## Décès
- 8 janv. : Jim Dooley, joueur et entraîneur américain, 77 ans